# Barrio Obrero Ciudad Ojeda
Este artículo trata sobre la localidad en Venezuela; para el conjunto de gaita zuliana, véase Barrio Obrero de Cabimas.
Barrio Obrero es uno de los sectores que conforman Ciudad Ojeda en el estado Zulia. Pertenece a la parroquia Alonso de Ojeda.

## Etimología
El sector se llama Barrio Obrero, en nombre de los trabajadores de la región. También es conocido como Valmore Rodríguez en honor al luchador sindical.

## Ubicación
Barrio Obrero se encuentra entre los sectores San Benito al norte, Caucagüita al oeste (Av 34), la Urbanización Eleazar López Contreras al sur (calle Vargas) y Nueva Lagunillas al este (Av 41).

## Zona Residencial
Barrio Obrero es una urbanización planificada construida como desarrollo habitacional en ciudad Ojeda, para los sectores populares, como tal cuenta con calles y veredas rectas. Hacia la Av 34, tiene una calle paralela para el tráfico residencial, entre esta y la 34 hay una isla con kioscos, árboles y hasta una escultura. Barrio Obrero además cuenta con canchas de baloncesto y una línea de carros por puesto.

## Transporte
La Línea Barrio Obrero pasa por la plaza Bolívar, las Av Bolívar, la circundante, la plaza Alonso de Ojeda, la calle Vargas y la Av 34. Su logotipo es morado con letras blancas.

## Sitios de Referencia
- Hospital Pedro García Clara. Ubicado en el Barrio Caugagüita al frente de Barrio Obrero.